# Thomas McKean
Thomas McKean (ur. 19 marca 1734 w  New London, Hrabstwo Chester (Pensylwania), zm. 24 czerwca 1817 w Filadelfii) – amerykański delegat Kongresu Kontynentalnego ze stanu Delaware, sygnatariusz Deklaracji Niepodległości Stanów Zjednoczonych. 

## Życiorys
Thomas McKean, amerykański prawnik i polityk; urodził się w New London (Hrabstwo Chester) w stanie Pensylwania; pobierał prywatne lekcje; studiował prawo, został przyjęty do palestry w 1755 r. i rozpoczęła praktykę w New Castle (hrabstwo New Castle) w stanie Delaware; mianowany zastępcą prokuratora generalnego w Sussex County w 1756 r., pełnił tę funkcję aż do 1758 r., kiedy zrezygnował; udał się do Anglii i wznowił naukę prawa w Middle Temple w Londynie; członek Kongresu Kontynentalnego w latach 1774/76, 1778/82; był przewodniczącym Kongresu w 1781 r.; Prezes Sądu Pensylwanii w latach 1777/99; brał udział w wojnie o niepodległość; gubernator Pensylwanii w latach 1799/08, zmarł w Filadelfii, w stanie Pensylwania.